# Засосна (Воронежская область)
Засосна — хутор в Острогожском районе Воронежской области.
Входит в состав Ольшанского сельского поселения.

## Население
| 1859 | 2000 | 2005 | 2010 |
| ---- | ---- | ---- | ---- |
| 304  | ↘125 | ↘91  | ↘78  |

## Инфраструктура
На хуторе имеются — улица Черёмушки и переулок Победы.